# نفس سنگ
نفس سنگ مجموعه تلویزیونی محصول سال ۱۳۸۰ به کارگردانی احمد بخشی، نویسندگی مسعود بهبهانی‌نیا و تهیه‌کنندگی ایرج محمدی است که از شبکه تهران پخش شد.
نفس سنگ یکی از سریال‌های شرکت گاز است؛ سریالی که البته به شکلی کاملاً مستقیم به ارائه پیام‌های آموزشی درباره شیوه استفاده از گاز می‌پرداخت.

## بازیگران
- رضا ایرانمنش
- آتنه فقیه نصیری
- الهام حمیدی
- جمشید جهانزاده
- چنگیز وثوقی
- زویا خانبابایی
- سعید شیخ‌زاده
- مهدی امینی‌خواه
- رامونا شاه[۱]
- رزا آرایش
- مهرداد فلاحتگر
- محمد یگانه
- اکبر قدمی
- عسگر قدس
- سیروس تقی‌نژاد
- رامونا شاه
- سروش خلیلی
- حمید دلشکیب
- مرتضی یوسف دوست
- عبدالرحمن قادری
- شهلا پورمقدم
- میترا توکلی
- محمدرضا باقری
- علی جوادی
- محمدرضا توکلی
- داود بنی‌اسد
- مهرداد عارفی
- ابوالفضل مهری
- احمد عزتی
- احمد خلفی
- امیرصالح عبدالهی
- فاطمه رسولی
- کامران دلپسند
- علی پورفر
- سیمین جهاندیده
- فرحناز بهرامی